# UN-Sonderberichterstatter zur Menschenrechtssituation in Burundi
Die Stelle des Sonderberichterstatters zur Menschenrechtssituation in Burundi (engl.: Special Rapporteur on Burundi) wurde 1995 vom UN-Menschenrechtsrat geschaffen, um die problematische Situation im südostafrikanischen Burundi seit dem Putschversuch gegen Melchior Ndadaye 1993 und dem Völkermord im benachbarten Ruanda (1994) mit immer wieder aufflammenden ethnischen Konflikten zwischen Hutu und Tutsi zu beobachten und Empfehlungen für Gegenstrategien zu geben.

## Das UN-Mandat
Die innenpolitische Situation in Burundi beruhigte sich nach dem Friedensvertrag von Arusha und den Wahlen von 2005. 2015 kam es zu einem Verfassungskonflikt, als sich Präsident Pierre Nkurunziza in international nicht als frei und rechtsstaatlich anerkannten Wahlen für eine dritte Amtszeit wählen ließ. Die von Nichtregierungsorganisationen erhobenen politischen Indizes für Burundi weisen auch unter seinem 2020 gewählten Nachfolger Évariste Ndayishimiye auf massive Menschenrechtsdefizite hin.
Die Vereinten Nationen sind seit 2004 in Burundi präsent: Der Mission der Vereinten Nationen in Burundi (ONUB) von Mai bis Dezember 2006 folgte das Integrierte Büro der Vereinten Nationen in Burundi (BINUB), das 2011 vom Büro der Vereinten Nationen in Burundi (BNUB) abgelöst wurde.
Im Oktober 2021 verlängerte der UN-Menschenrechtsrat in seiner Resolution 48/16 das Mandat für den Sonderberichterstatter. Der soll die Menschenrechtssituation im Land dokumentieren und Empfehlungen für Verbesserungen aussprechen.
Der Sonderberichterstatter legt jedes Jahr Berichte beim Menschenrechtsrat bei der UN-Generalversammlung vor. Der Sonderberichterstatter soll sowohl die Regierung Burundis bei der Erfüllung ihrer Menschenrechtsverpflichtungen unterstützen wie auch der Zivilgesellschaft Beratung und Unterstützung anbieten.
Der Sachverständige ist kein Mitarbeiter der Vereinten Nationen, er wird von der UN mit einem Mandat beauftragt, für das ein vom UN-Menschenrechtsrat verabschiedeter Verhaltenskodex gilt. Der unabhängige Status des Mandatsträgers ist für die unparteiische Wahrnehmung seiner Aufgaben wesentlich. Die Amtszeit eines Mandats ist auf maximal zweimal drei Jahre begrenzt.

## Amtsinhaber
- 1995–1999 Paulo Sérgio Pinheiro –  Brasilien
- 1999–2004 Marie-Thérèse Keita-Bocoum –  Elfenbeinküste
- 2004–2010 Akich Okola –  Kenia – Unabhängiger Experte
- 2010–2011 Fatsah Ouguergouz –  Algerien – Unabhängiger Experte
- seit 2022 Fortuné Gaetan Zongo –  Burkina Faso

## Publikationen
- Statement by Mr. Fortune Gaetan Zongo Special Rapporteur on the human rights situation in Burundi, at the 77th Session of the United Nations General Assembly, 27. Oktober 2022